# 290-е годы до н. э.
290-е (две́сти девяно́стые) го́ды до на́шей э́ры по пролептическому юлианскому календарю — промежуток времени с 1 января 299 года до н. э. по 31 декабря 290 года до н. э., включающий с 299 по 291 годы 1-го десятилетия  и 290 год 2-го десятилетия III века 1-го тысячелетия до н. э. Им предшествовали 300-е годы до н. э., за ними следовали 280-е годы до н. э. Они закончились 2315 лет назад.

## Важнейшие события

### 300 до н. э.
- 300 (Т. Ливий. История… М., 1989—1993, т. 1, С. 461—464) — Консулы Марк Валерий Максим Корв (в 5-й раз) (патриций) и Квинт Апулей Панса (плебей). Плебейские трибуны Квинт Огульний и Гней Огульний.
- 300 — В Риме удвоен состав жреческих коллегий. Плебеям разрешено занимать должности понтификов и авгуров. Первое избрание плебея жрецом. Понтификами избраны плебеи Публий Деций Мус, Публий Семпроний Соф, Гай Марций Рутул, Марк Ливий Дентер (всего стало 8), авгурами — плебеи Гай Генуций, Публий Эмилий Пет, Марк Минуций Фез, Гай Марций и Тит Публилий (всего стало 9).
- Ок. 300 — Строительство «Большой Клоаки» в Риме.
- Ок. 300 — Агафокл под предлогом помощи Таренту начинает борьбу с бруттиями.
- 300 — Афинский архонт-эпоним Гегемах.
- 300 — Селевк прислал сватов к Деметрию, прося руки Стратоники, дочери Деметрия и Филы. Деметрий поплыл в Сирию и по пути высадился в Киликии, которой управлял Плистарх, брат Кассандра. Сочтя высадку Деметрия вражеским набегом, Плистарх поехал к Кассандру. Деметрий двинулся к Киндам и захватил сокровищницу. Возле Родоса состоялась торжественная встреча Деметрия и Селевка. Свадьба Селевка и Стратоники. Основание в Сирии Селевкии Пиерии (морского порта Антиохии).
- Ок. 300 — Культура эскимосов Оквик в Аляске.
- Ок. 300 — Теофраст написал две книги о растениях: «Историю растений» (лат. Historia Plantarum) и «Причины растений» (лат. De Causis Plantarum).

### 299 до н. э.
- 299 (Т.Ливий. История… М.,1989-93, т.1, с.464-466) — Консулы Марк Фульвий Петин (плебей) и Тит Манлий Торкват (патриций). Курульные эдилы Гней Домиций Кальвин и Спурий Карвилий Максим. (по версии Т.Ливия, курульные эдилы Квинт Фабий и Луций Папирий Курсор). Цензоры Публилий Семпроний Соф (плебей) и Публилий Сульпиций Саверрион (патриций). Смерть консула Тита Манлия. Консулом-суффектом избран Марк Валерий Максим Корв.
- 299 — Добавлены две трибы: Аниенская и Терентинская (стало 33).
- 299 — Агафокл, заключивший союз с Птолемеем, завоевал Керкиру.
- 299/8 — Афинский архонт-эпоним Эвктемон.
- 299 — Деметрий завладел Киликией и отправил к Кассандру его сестру Филу. Смерть Деидамии. Деметрий заключает союз с Птолемеем и условился жениться на его дочери Птолемаиде. Пирр как заложник отправлен в Египет.
- 299 — Этолийцы занимают руководящее положение в Дельфийской амфиктионии.

### 298 до н. э.
- 298 (Т.Ливий. История… М.,1989-93, т.1, с.466-468) — Интеррексы Аппий Клавдий, затем Публий Сульпиций. Консулы Луций Корнелий Сципион Барбат (патриций) и Гней Фульвий Максим Центумал (плебей).
- 298—290 — Третья Самнитская война.
- 298 — Нападение самнитов на луканцев. У луканцев власть перешла к антиримской партии. Против римлян организуется коалиция самнитов, этрусков, умбров и галлов. Самниты провели свою армию в Умбрию на соединение с союзниками. Победа Л.Корнелия над этрусками у Волатерр, победа Гн. Фульвия над самнитами под Бовианом, взятие Бовиана, Ауфидены. Триумф Гн. Фульвия.
- 298/7 — Афинский архонт-эпоним Мнесидем.
- 298 — Селевк попросил у Деметрия за деньги уступить ему Киликию, получил отказ и в ярости стал требовать возвращения Сидона и Тира. Они поссорились, и Деметрий усилил гарнизоны в этих городах.
- 298 — Женитьба Пирра на Антигоне, дочери Птолемея Лага и Береники.
- 298 — Чандрагупта отрёкся от власти и стал джайнистским монахом.
- 298—273 — Царь Магадхи Биндусара Амитрагхата, сын Чандрагупты. Завоевание некоторых государств Южной Индии.
- 298—263 — Правитель Чу Сян-ван.

### 297 до н. э.
- 297 (Т.Ливий. История… М.,1989-93, т.1, с.468-471) — Консулы Квинт Фабий Максим Руллиан (4-й раз) (патриций) и Публий Деций Мус (3-й раз) (плебей). Военные трибуны Кв. Фабий Максим Гургит и М.Валерий. Легат Л.Корнелий Сципион.
- 297 — Римляне без особого труда заставили луканцев отказаться от союза с самнитами и выслать в Рим заложников. Военные действия в Этрурии и Самниуме. Победа Кв. Фабия над самнитами. Победа П.Деция над апулийцами у Малевента. Разорение Самния.
- 297/6 — Афинский архонт-эпоним Антифат.
- 297 — Антиох, сын Селевка, влюбился в Стратонику. Селевк объявил о женитьбе Антиоха и Стратоники.
- 297 — Правитель Гераклеи Зипоит захватывает Астак и Халкедон, отражает попытки Лисимаха подчинить Вифинию и объявляет себя царём.
- 297—278 — Царь Вифинии Зипоит (Зибоет).
- 297—294 — Царь Македонии Филипп IV. Сын Кассандра.
- 297 — Лахар воспользовался смутой в Афинах и установил тиранию.

### 296 до н. э.
- 296 (Т.Ливий. История… М.,1989-93, т.1, с.471-479) — Консулы Луций Волумний Фламма Виолент (плебей) и Аппий Клавдий Цек (патриций). Проконсулы на 6 месяцев Кв. Фабий и П.Деций. Претор Публий Семпроний. Курульные эдилы Гней Огульний и Квинт Огульний. Плебейские эдилы Луций Элий Пет и Гай Фульвий Курв.
- 296 — На Форуме поставлена «Капитолийская волчица».
- 296 — В Умбрии сосредотачивалась во главе с Геллием Эгнацием огромная армия этрусков, галлов и самнитов, прошедших сюда мимо римских крепостей. Взятие П.Децием Мурганции. Армии консулов Л.Волумния и Кв. Фабия двинуты в Этрурию, победа над самнитами. Л.Волумний разбил самнитов в Кампании.
- 296/5 — Афинский архонт-эпоним Никий.
- 296 — Пирр с деньгами и войском направился в Эпир. Неоптолем вынужден договориться с ним о совместной власти.
- 296 — Деметрий с большим флотом пересёк море, но флот попал в бурю и большей частью погиб. Деметрий начал войну с афинянами, но затем ушёл в Пелопоннес и осадил Мессену. Во время одной из схваток он был тяжело ранен. Деметрий привёл к покорности ряд изменивших городов, вторгся в Аттику, занял Элевсин и Браврон и начал опустошать страну. В Афинах начался голод.
- 290-е годы — Создание оборонительных сооружений на северных границах царств Чжао (Ву-лин построил крепость Яймынь и стену у подножия хребта Иньшань) и Янь и на северо-западе царства Цинь.

### 295 до н. э.
- 295 (Т.Ливий. История… М.,1989-93, т.1, с.479-488) — Консулы Квинт Фабий Максим Руллиан (5-й раз) (патриций) и Публий Деций Мус (4-й раз) (плебей). Претор Аппий Клавдий. Курульный эдил Кв. Фабий Гургит. Военные полномочия Л.Волумния продлены ещё на год. Пропреторы Луций Корнелий Сципион, Гней Фульвий, Луций Постумий Мегелл, Марк Ливий. Легаты Луций Манлий Торкват, Гай Марций.
- 295 — Решительная победа 60-тысячной римской армии Кв. Фабия Максима и П.Деция Муса (4 легиона) в упорной битве при Сентинуме в Северной Умбрии над союзом самнитов, галлов, умбриев и этрусков. Гибель 9000 римлян и П.Деция Муса. Галлы прекратили войну. Победа Гн. Фульвия над перузийцами. Триумф Кв. Фабия над галлами, этрусками и самнитами. Победа легионов Ап. Клавдия и Л.Волумния на Стеллатских полях (у Кайатии) над самнитами.
- 295/4 — Афинский архонт-эпоним Никострат.
- 295 — Птолемей послал на помощь афинянам 150 судов. К Деметрию явилось более 300 кораблей с Пелопоннеса и Кипра, моряки Птолемея удалились. Лахар бежал, а афиняне капитулировали. Деметрий объявил им о прошении. Афиняне передали ему Пирей и Мунихию. Деметрий разбил царя Спарты Архидама при Мантинее, а затем вторично перед самой Спартой. Лисимах отнял у Деметрия города в Азии, а Птолемей занял весь Кипр и осадил Саламин, заперев там детей и мать Деметрия. Деметрий ушёл из Лаконики.
- 295 (297) — Неоптолем замысливает отравить Пирра, но Пирр открыл это, и заручившись поддержкой эпиротов, пригласил Неоптолема на одно из празднеств и убил.
- 295—272 — Царь Эпира Пирр I (вторично).

### 294 до н. э.
- 294 (Т.Ливий. История… М.,1989-93, т.1, с.488-494) — Консулы Луций Постумий Мегелл (2-й раз) (патриций) и Марк Атилий Регул (плебей). Квестор Луций Опилий Панса.
- 294 — Неудачная битва с самнитами. Взятие Л. Постумием Милионии. Тяжёлая победа М. Атилия у Луцерии. В триумфе М. Атилию отказано. Л. Постумий разорил округу Вольсиний. Этрурия заключила мир с Римом. Л. Постумий справил триумф вопреки воле сената.
- 294/3 — Афинский архонт-эпоним Олимпиодор.
- 294 — Смерть Филиппа IV от чахотки. Македония разделена между детьми Кассандра Антипатром и Александром.
- 294 — Царь Македонии Антипатр I (ум.288). Сын Кассандра и Фессалоники. Женат на Эвридике, дочери Лисимаха.
- 294 — Антипатр убил свою мать Фессалонику, изгнал Александра и объединил Македонию, но вызвал всеобщую ненависть. Александр обратился за помощью к Пирру и Деметрию. Пирр потребовал за союз Стимфею, Паравею, Амбракию, Акарнанию и Амфилохию, захватил эти области, а остальные владения, отобрав у Антипатра, отдал Александру. Антипатр сохранил лишь часть владений.
- 294 — Царь Македонии Александр V. Сын Кассандра.
- 294 — Деметрий прибыл в Македонию. Александр задумал его убить, но сам был убит в Лариссе. Деметрий был провозглашён царём.
- 294—287 — Царь Македонии Деметрий I Полиоркет.
- Кипр завоёван Птолемеями.

### 293 до н. э.
- 293 (Т.Ливий. История… М.,1989-93, т.1, с.494-504) — Консулы Луций Папирий Курсор (патриций) и Спурий Карвилий Максим (плебей). Претор Марк Атилий. Триумф Л. П. Курсора. Легаты Л.Волумний, Л.Корнелий Сципион, Г.Цедиций, Т.Требоний, Сп. Навтий, Децим Брут Сцева, Л.Постумий. Плебейский трибун М.Скаптий.
- 293 — Самниты провели священную присягу воинов в Аквилонии. Сп. Карвилий отбил крепость Амитерн, Л.Папирий взял Дуронию. Победа римлян Л.Папирия при Аквилонии, взятие города. Взятие Сп. Карвилием Коминия. Четырёхдневные молебствия. Взятие Велии, Палумбина, Геркуланума, Сепина. Триумф Л.Папирия. Взятие Карвилием Троила (Этрурия). Триумф Сп. Карвилия.
- 293/2 — Афинский архонт-эпоним Олимпиодор (вторично).
- 293 — Деметрий захватил Фессалию и двинулся походом на беотийцев. Те сначала заключили с ним дружественный договор, но затем в Фивы явился спартанец Клеоним с войском, и Фивы расторгли союз. Деметрий осадил город. Клеоним бежал, а беотийцы сдались. Деметрий взыскал большой штраф и назначил правителем историка Иеронима.
- Селевк I Никатор поставил своего сына Антиоха регентом в Багдаде.

### 292 до н. э.
- 292 (Т.Ливий. История… М.,1989-93, т.1, с.504) — Консулы Квинт Фабий Максим Гургит (патриций) и Децим Юний Брут Сцева (плебей). Претор Луций Папирий Курсор. Цензоры Публий Корнелий Арвина (патриций) и Гай Марций Рутул (плебей).
- 292 — Цензоры занесли в списки 262.321 человек (по эпитоме кн.10 Т.Ливия — 272.320). Эти цензоры — 26-е после первой пары, а очищение — 19-е.
- 292 — Триумф К. Ф. Гургита. Г.Понтий, полководец самнитов, проведён в триумфе и обезглавлен. [Т.Ливий, эпитома кн.11]
- Конец 290-х годов — После нескольких частных успехов самниты понесли тяжёлые поражения от Луция Папирия Курсора-сына и Мания Курия Дентата.
- Конец 290-х годов — Женитьба Пирра на Ланассе, дочери Агафокла, которая принесла ему в приданое Керкиру.

### 291 до н. э.
- 291 — Консулы Луций Постумий Мегелл (3-й раз) (патриций) и Гай Юний Бубульк (4-й раз) (плебей).
- 291 — Лисимах вступил в войну с одрисами, а затем переходит Дунай и движется против гетов, но попадает в окружение и оказался в плену. Царь гетов Дромихет принял его с радушием.
- 291 — Деметрий выступил в поход на Фракию. Беотийцы вновь отложились от него. Лисимах освобождён. Деметрий повернул назад. Его сын Антигон разбил беотийцев и осадил Фивы. Лисимах заключил мир с Деметрием и уступил ему часть Македонии, которая оставалась за Антипатром. Пирр опустошал Фессалию и появился у Фермопил. Деметрий разместил в Фессалии крупные силы, а сам продолжил осаду Фив и после упорной осады взял город.
- Начало III века — Основание царства Иллирия со столицей в Скодре.
- Начало III века — Основание Александрийского мусейона и библиотеки.
- Начало III века — Ли Му, полководец Чжао, воевал с хуннами и придерживался оборонительной тактики. Ван отправил его в отставку. Его преемник вступил в бой с хуннами, но был разбит. Вновь назначен Ли Му. Он добился того, что шаньюй напал на его обученное войско. Хунны были разбиты. Уничтожено племя даньлянь, разгромлено дунху и сдалось племя линьху.